# グローバルTPS物語
『グローバルTPS物語』（グローバルTPSものがたり）とはフジテレビ系列のバラエティ番組『はねるのトびら』で放送されていた代表的人気コントである。

## 配役
※山本・伊藤・秋山・虻川以外のレギュラーメンバーは各話でエキストラとして出演しており、回ごとに様々な役を担っている。以下は各話の主要キャストのみ記述。
- 山本博 … 山本博（ロバート）
- 秋山さおり … 伊藤さおり（北陽）
- グローバルTPS 武蔵野支部リーダー 秋山竜次 … 秋山竜次（ロバート）
- グローバルTPS 武蔵野支部サブリーダー 秋山美穂子 … 虻川美穂子（北陽）
- 博の父…板倉俊之(インパルス）
- 博の母…鈴木拓（ドランクドラゴン）
- 博の弟…馬場裕之（ロバート）
- 勧誘される博の友人…西野亮廣（キングコング）
- エステの無料体験に来た主婦…塚地武雅（ドランクドラゴン）

## 内容
平凡なサラリーマン・博が恋人さおりの家を訪問するのだが、実はさおりの両親はマルチ商法を営む「グローバルTPS」の幹部だった。回を追う毎に高額な商品を売りつけられ多額の借金を重ねる博は、やがてグローバルTPSの一員として勧誘を行う羽目になってしまう。序盤は普通のトーンで会話するも、勧誘時にはいきなり豹変して甲高い声で商品を売りつける秋山のキャラクターが人気となった。その喋り方はコミカルだが、次第に脅迫口調になり有無を言わせないリアリティを持つ。
グローバルTPSの勧誘員は水色のジャケットを着用する。秋山が売りつけた商品としては、青い石で造られた勾玉のような「グローバルストーン」が代表的。後に秋山が発表する「ロバート秋山のクリエイターズ・ファイル」の中の1篇「株式会社コンプリートアースOPS ジェネラルリーダー 川端司」に登場する企業・コンプリートアースは、グローバルTPSとかつて関連会社だったという裏設定がある。
2003年にはゲストが登場し、グローバルTPSの機関紙のインタビューを装って商品を売りつけたり私生活の秘密を暴露する内容になった。ただし同年12月15日放送での香取慎吾はグローバルTPS側の人間（芸能支部リーダー）として登場した。
2005年10月、番組のゴールデンタイム進出に伴って1度だけ復活した。

## 概要
秋山が自ら発案したネタである。秋山はこの作品の誕生秘話を、小学館「週刊ヤングサンデー」連載のインタビュー形式の漫画『ONE ON ONE ～ 絶望に効くクスリ』（山田玲司著）において次のように語っている。
TBSラジオ『ジェーン・スー　生活は踊る』に秋山が出演した際には、本職の勧誘員から「いつも、見させていただいてます。本当にそういう商法をやっているんですけども、完璧ですね。ぜひうちでやりませんか？」とスカウトされたとも語っている。
ちなみにこのコントが生まれる以前に、ロバートが原型となるコントを舞台で披露したことがある。秋山が演じる修学旅行の添乗員が、小学生を相手にマルチ商法の勧誘を行うものだった。ヨシモトファンダンゴTVで放送されたことがある。
また被害者を演じる山本は実際に騙されやすく、高額な絵を売りつけられ、クーリングオフをした経験がある。

## これまでの放送
放送日時は関東地区のもの。
1. 2001年11月21日 「恋の虜 Boy meets Girl's Parents」
2. 2001年12月10日 「恋の虜 Boy meets Girl's Parents」
3. 2002年1月7日 「恋の虜 Boy meets Girl's Parents」
4. 2002年2月4日 「恋の虜 ～グローバルTPS物語～」
5. 2002年2月18日 「恋の虜 ～グローバルTPS物語～」
6. 2002年3月25日 「恋の虜 ～グローバルTPS物語～」
7. 2002年4月22日 「恋の虜 ～グローバルTPS物語～」
8. 2002年6月3日 「恋の虜 ～グローバルTPS物語～ -特別編-」（DVDの告知のみ）
9. 2002年8月19日 「グローバルTPS幸せ開発セミナー」（DVD発売記念イベント）
10. 2003年4月28日 「グローバルTPS物語」 ゲスト：葛山信吾
11. 2003年6月23日 「グローバルTPS物語」 ゲスト：東幹久
12. 2003年9月15日 「グローバルTPS物語」 ゲスト：斉藤暁
13. 2003年12月15日 「グローバルTPS物語」 ゲスト：香取慎吾
14. 2005年10月19日 「グローバルTPSエステティックサロン」[2]

## 収録作品
上記の放送回のうち計4話が、2002年7月17日に発売された「はねるのトびら」のVHS・DVD第1巻に収録されている。